# Kumara
Kumara (лат.) — род суккулентных растений, относящихся к семейству Асфоделовые (Asphodeloideae) и произрастающих на территории ЮАР, в частности в Капской провинции. На сегодняшний день род включает два вида, ранее классифицировавшиеся как виды рода Алоэ (Aloe).
Растения рода характеризуются ремневидными листьями, расположенными в форме веера, что делает их уникальными среди южноафриканских видов Алоэ. Они отличаются не только своей формой, но и отсутствием характерных защитных краевых зубцов, присутствующих у большинства других видов Алоэ.
Особенно впечатляющими являются «веерные Алоэ» во время цветения, особенно Kumara plicatilis. Они создают красивые пейзажи, украшая труднодоступные горные местности, где процветает финбос — характерная местная растительность.
Kumara приспособлена к уникальной среде обитания и является неотъемлемой частью экосистемы финбоса. Они вызывают восхищение у садоводов и ценителей редких растений по всему миру, служа источником вдохновения и украшением природных и садовых ландшафтов.

## Таксономия
Kumara была описана Фридрихом Казимиром Медикусом (нем. Friedrich Kasimir Medikus, 1736–1808) в 1786 году. По сей день происхождение или значение названия рода остаются неопределенными.
Kumara Medik., первое упоминание в Theodora: 69 (1786), nom. cons.

### Виды
Подтвержденные виды по данным сайта Plants of the World Online на 2023 год:
| Название                                                         | Изображение | Описание | Ареал                   |
| ---------------------------------------------------------------- | ----------- | --- | ----------------------- |
| Kumara haemanthifolia (Marloth & A.Berger) Boatwr. & J.C.Manning |             | Растения образуют густые группы безстебельных розеток высотой до 0,7 м. Листья имеют лентовидную форму с закругленной верхушкой и расположены веером. Они достигают длины до 200 мм и ширины около 80 мм, с красноватым краем, в основном без зубчатости. Цветки, изменяющиеся от оранжевых до алых, имеют длину около 38 мм. Они появляются в неразветвленных соцветиях, состоящих из головчатых, достаточно плотных кистей (цветочных головок). Этот вид растений ограничен высокими горными вершинами от Стелленбоса до Цереры в Западном Кейпе, Южная Африка. Он процветает на почти недоступных скалах из песчаника Столовой горы в горах Кейп-Фолд-Байт. Растение предпочитает очень влажные, травянистые и каменистые места на склонах, обращенных на юг и юго-восток. Летом в среде обитания несколько прохладно, а зимой, выше линии снега, характерны обильные зимние осадки и сильный туман.                                                                           | ЮАР (Капская провинция) |
| Kumara plicatilis (L.) G.D.Rowley                                |             | Растение представляет собой высокий кустарник или небольшое до среднего по размеру дерево с голым стеблем высотой от 3 до 5 метров. Стебель имеет дихотомическую и повторную разветвленность. Листья имеют форму ленты с закругленной верхушкой и расположены веером. Они достигают примерно 300 мм в длину и 40 мм в ширину, с узким, в основном беззубчатым краем. Цвет листьев не существенно отличается от остальной части листа и при высыхании их сок становится бледно-желтым и восковидным. Цветки этого растения ярко-алые и длиной до 55 мм. Они появляются в неразветвленных соцветиях, состоящих из рыхлых конусовидных кистей. Распространение этого вида ограничено горными районами от Франшхука до Эландсклуфа, Западный Кейп, Южная Африка. Растение произрастает на субстратах из песчаника Столовой горы в горных районах с высокими зимними осадками. Оно предпочитает вересковые пустоши Финбос, крутые склоны, обращенные на юго-запад, и скалистые районы. | ЮАР (Капская провинция) |

## Охранный статус
Оба вида, признаны наименее тревожными (LC) в Красном списке растений Южной Африки. Их специфические экологические требования и ограниченные области естественного обитания, часто находящиеся в труднодоступных горных районах, способствовали их сохранению в некоторой степени. Однако существует потенциальная угроза для этих видов в результате инвазии чужеродных растений и расширения лесного хозяйства. В настоящее время эти факторы не оказывают непосредственного влияния на природоохранный статус алоэ, но важно контролировать и правильно управлять популяциями этих растений.

## Применение

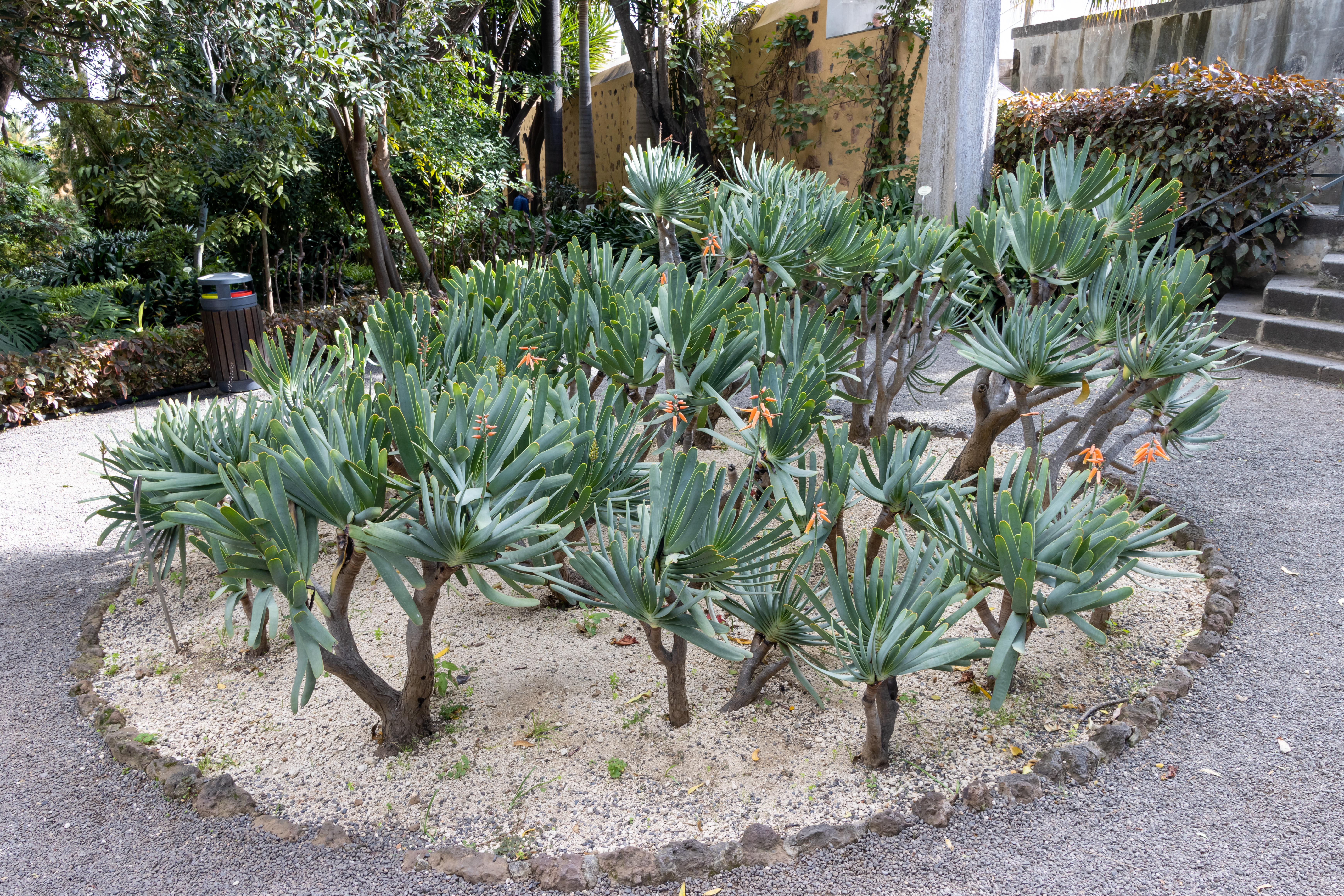
Kumara plicatilis в культуре

Kumara plicatilis является весьма популярным садовым растением в регионах с средиземноморским климатом, характеризующимся мягкой и влажной зимой, а также сухим и теплым до жаркого летом. Особенно в Калифорнии и вдоль западного побережья США можно найти значительное количество этих растений, предлагаемых для продажи в различных питомниках. Материал для выращивания Kumara plicatilis, по всей видимости, был импортирован из Южной Африки много десятилетий или даже столетий назад.

## Выращивание
Kumara haemantifolia обладает очень специфическими требованиями к окружающей среде, которые не так просто воссоздать при выращивании, особенно в регионах с летними дождями и суровым континентальным климатом. Для успешного выращивания этих растений вне их естественной среды, они должны быть защищены стеклом, особенно если температура часто опускается ниже 0°C.
С другой стороны, Kumara plicatilis относительно легко выращивается при соблюдении правильных условий. Он требует хорошо дренированной почвы и защиты от яркого солнца. Особенно в районах с летними дождями следует быть осторожным, чтобы не переусердствовать с поливом, особенно летом, и обеспечить защиту от сильных морозов зимой. Размножать его легко из семян, но рост происходит очень медленно. Поэтому предпочтительнее использовать размножение черенками. В природе корни легко образуются вдоль опавших стеблей при наличии достаточного количества почвы, и садоводы умело используют эту особенность растения. Kumara plicatilis может быть использован в качестве центрального элемента клумбы, а также в контейнерном садоводстве благодаря своему медленному росту. Даже небольшие укорененные отростки будут цвести в горшке.